# Night fades away (single van Nils Lofgren)
Night fades away is een lied dat werd geschreven door Nils Lofgren. Hij bracht het in 1981 uit op een single die in de VS nummer 109 bereikte in de poplijst van Billboard.
Lofgren wordt door de Washington Post wel een romanticus in de rockmuziek genoemd. In dit lied worden zijn hoge kopstem ondersteund door een panfluit en elektronische instrumenten als een synthesizer en gitaren. Dit poprocknummer ligt daarom dicht aan tegen de synthpop. Volgens AllMusic is dit openingsnummer het beste van zijn album.	
In verschillende landen, waaronder Nederland, Canada en Japan, verscheen Ancient history op de B-kant. In Duitsland was dat Streets again en in het Verenigd Koninkrijk Anytime at all. Daarnaast was het de titelsong van zijn album van dat jaar. In de jaren erop verscheen het verder nog op enkele verzamelalbums, waaronder op Ultimate collection (1999) en Face the music (2014).